# اوته‌ماچی

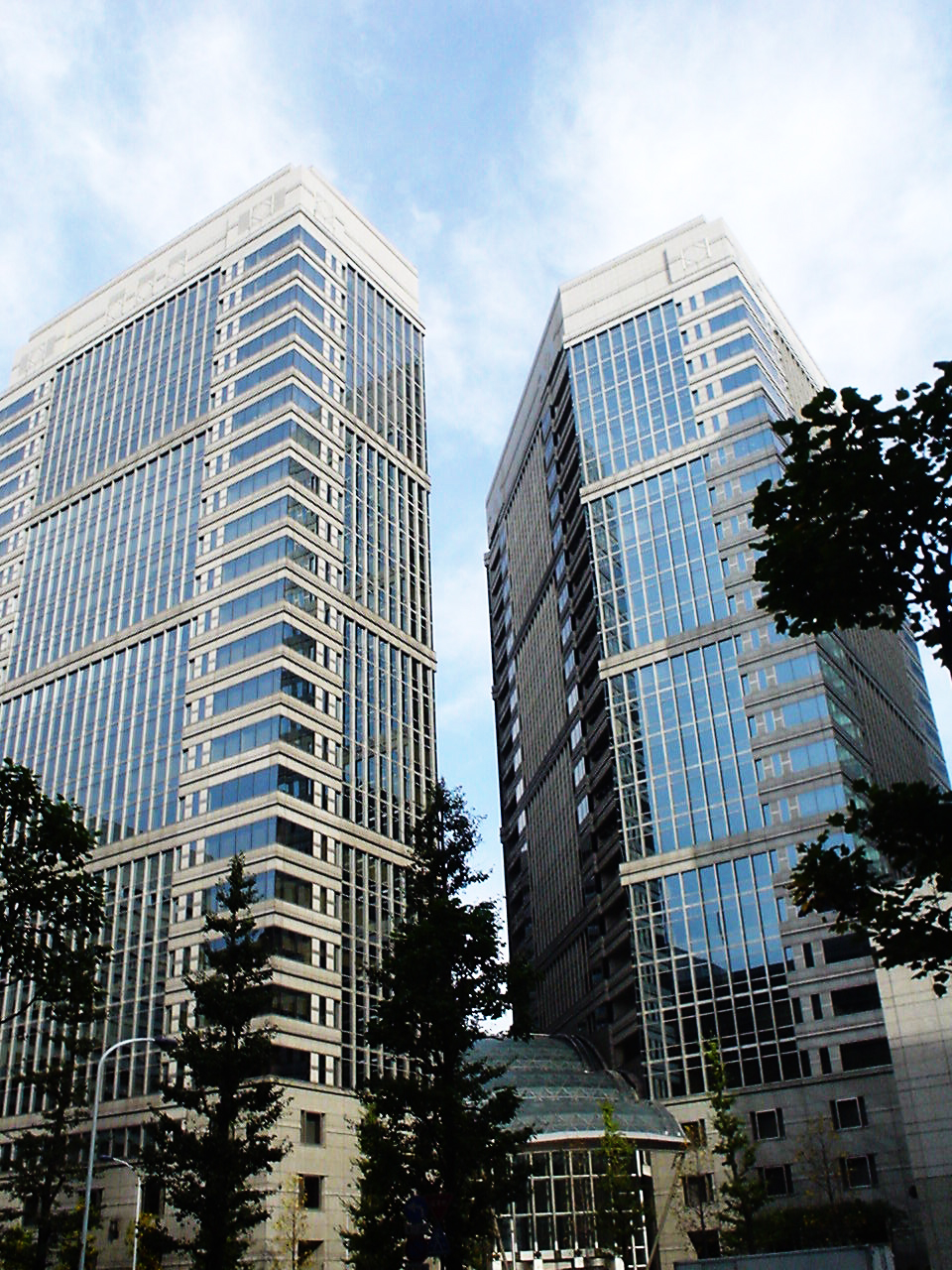
اوته‌ماچی

اوته‌ماچی (به ژاپنی: 大手町 Otemachi) یکی از محله‌های توکیو پایتخت ژاپن است که در منطقهٔ چیودا و در شمال مارونواوچی واقع شده‌است.

## دسترسی به ایستگاه اوته‌ماچی
ایستگاه اوته‌ماچی به ایستگاه توکیو بسیار نزدیک است.
- متروی توکیو، خط مارونواوچی
- متروی توکیو، خط توزایی
- متروی توکیو، خط چیودا
- متروی توکیو، خط هانزومون
- متروی توئی، خط میتا

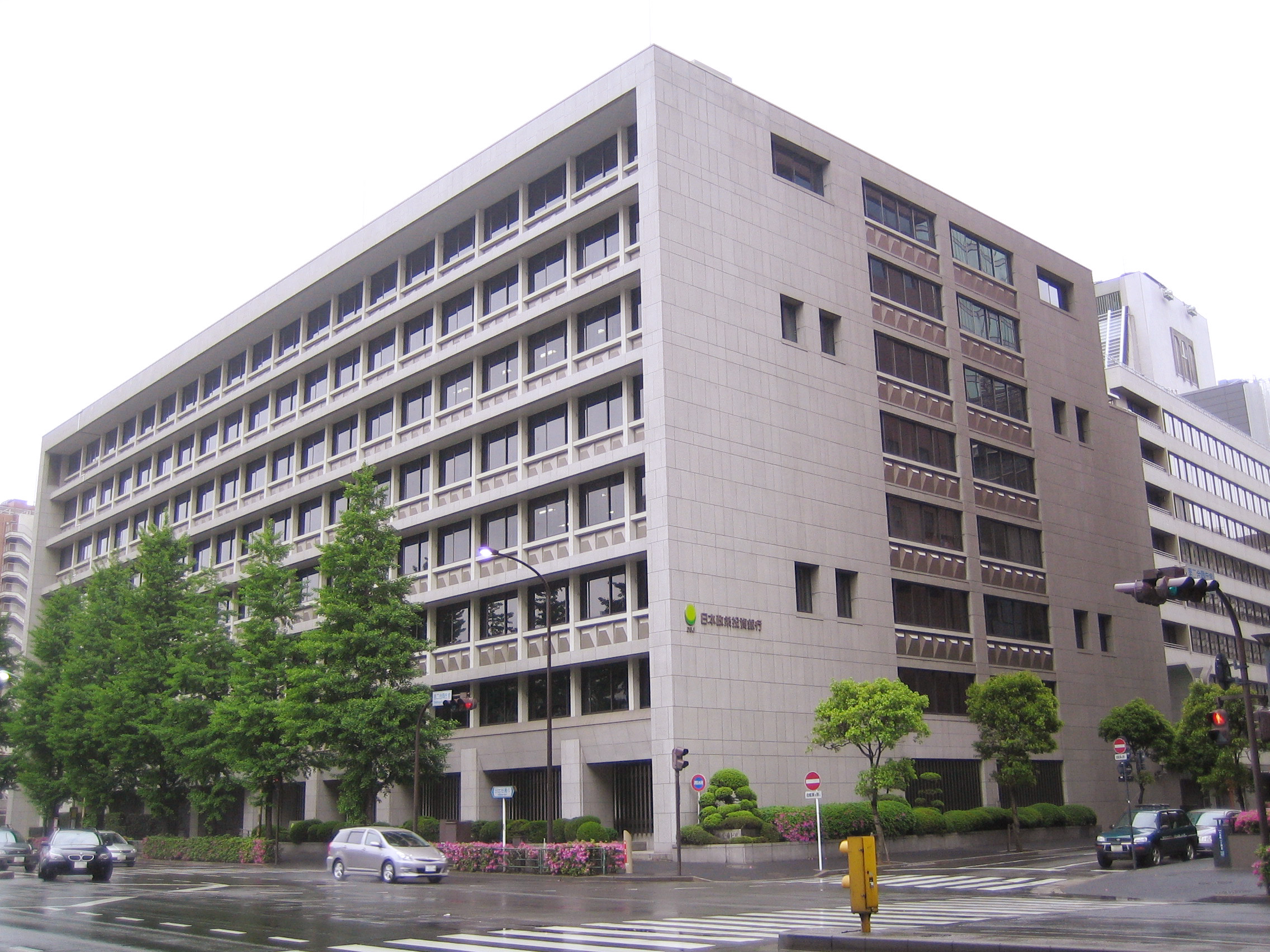
بانک دیولوپ ژاپن
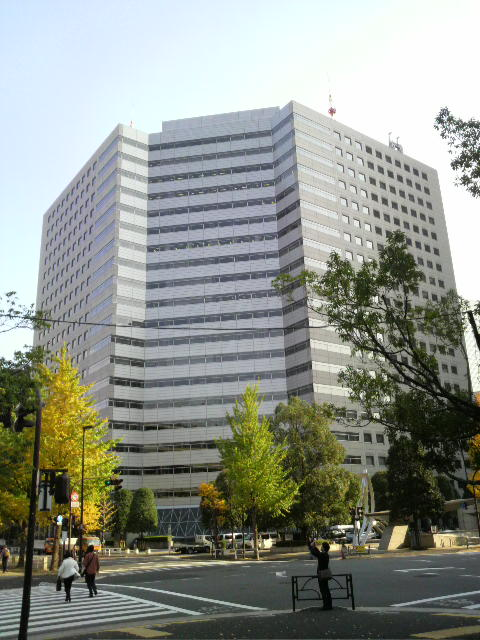
ساختمان NTT
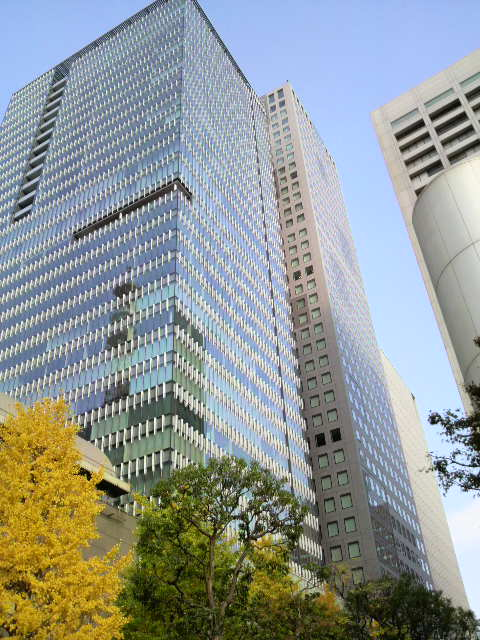
ساختمان JA
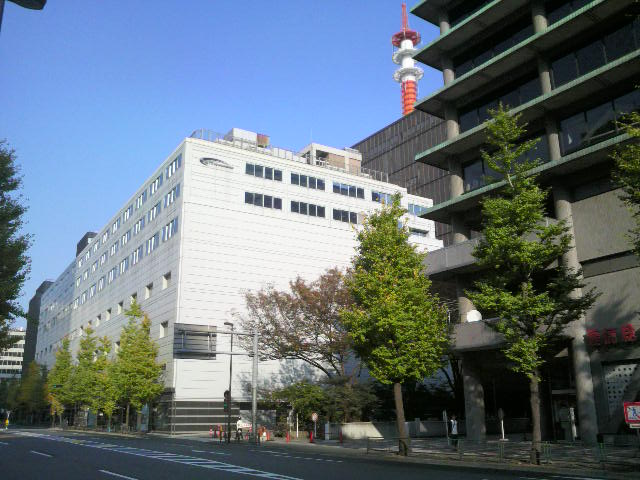
ساختمان NTT کومینیکیشن